# Tercer Pic Occidental de la Maladeta
|  | Aquest article tracta sobre un tresmil al Massís de la Maladeta. Vegeu-ne altres significats a «Maladeta». |

El Tercer Pic Occidental de la Maladeta o Pic Mir és una muntanya de 3.185 m d'altitud, amb una prominència de 40 m, que es troba al massís de la Maladeta, província d'Osca (Aragó).